# Ligier JS P3
La Ligier JS P3 è una vettura sport prototipo appartenente alla categoria LMP3 progettata dal costruttore francese Onroak Automotive e realizzata in collaborazione con l'azienda Ligier dal 2015 al 2019.

## Storia e descrizione

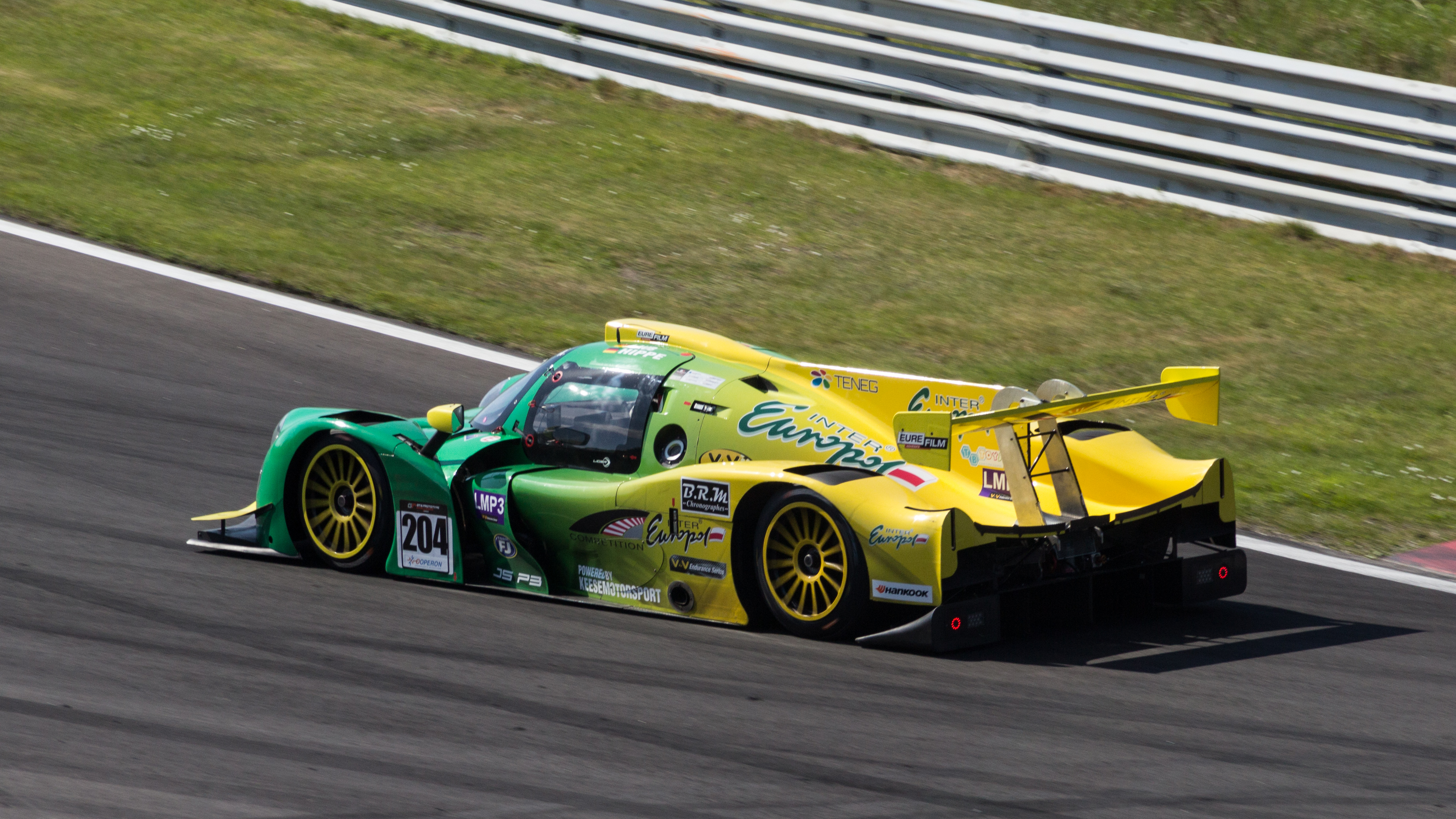
Posteriore di una Ligier JS P3

È stata costruita per soddisfare i regolamenti ACO LMP3 ed è impiegata in vari campionati tra cui European Le Mans Series, IMSA Prototype Challenge e Asian Le Mans Series.
Nel 2014 l'ACO ha annunciato una nuova categoria di vetture prototipi nota come LMP3, che avrebbe sostituito la precedente classe Le Mans Prototype Challenge (LMPC) dal 2015. Il numero di costruttori fu limitato rilasciando solo 6 licenze ad altrettanti produttori, quali la ADESS, Ligier (Onroak Automotive), Ave/Riley, Norma, Dome e Ginetta. Successivamente venne annunciata la Nissan come fornitore unico del motore, che era un VK50VE con architettura V8 da 420 CV. 

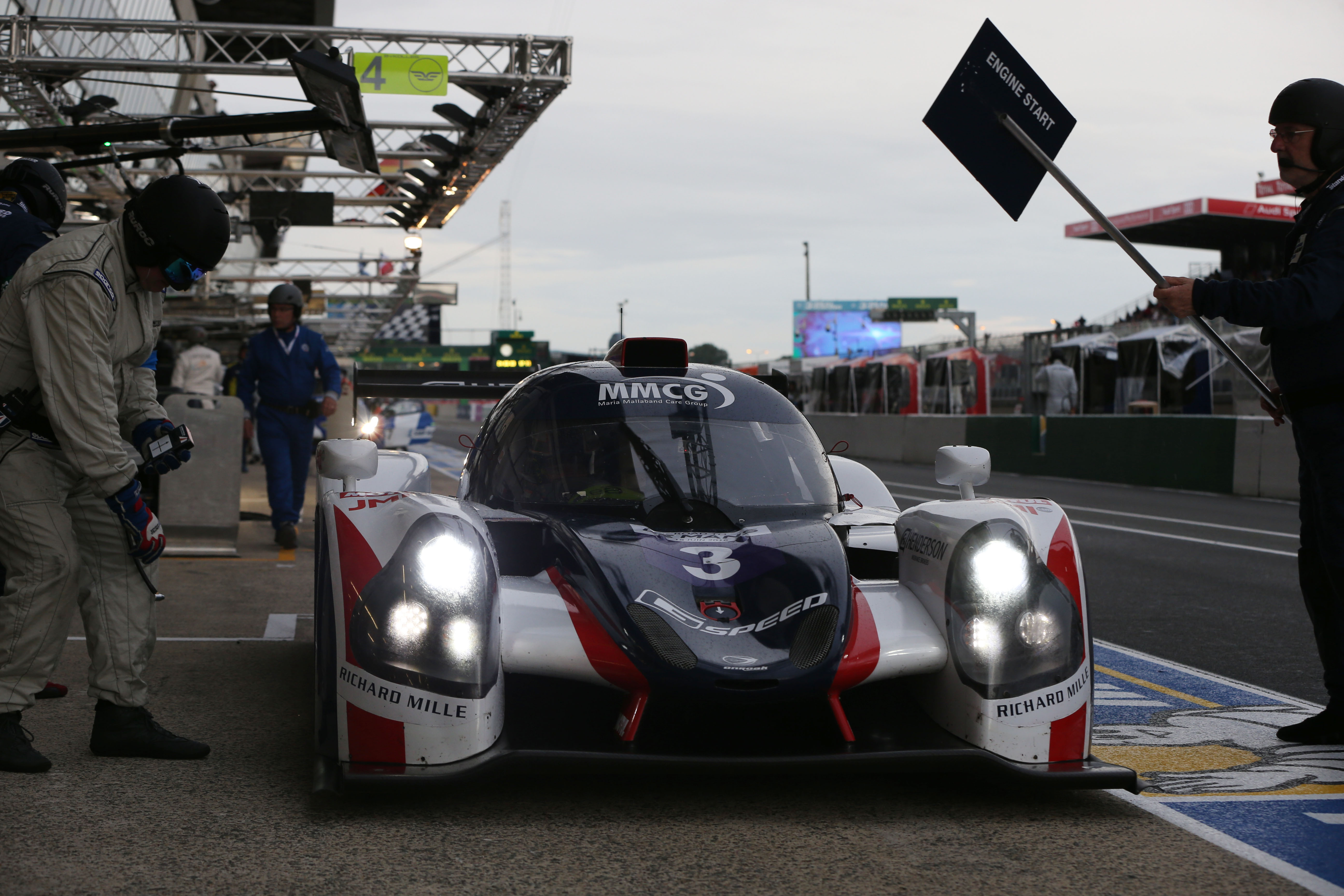
Dettaglio del frontale

La JS P3 venne stata presentata il 2 febbraio 2015. È stata progettata principalmente in Computational Fluid Dynamics (CFD) utilizzando un software di simulazione chiamato PowerFLOW e fornito dalla Exa Corporation.
Rispetto alle sue avversarie della classe LMP3, la JS P3 aveva una velocità massima inferiore, ma una migliore tenuta nelle curve.
Al suo debutto avvenuto alla 4 Ore di Estoril 2015, la vettura gestita dalla Graff Racing è finita sul podio.
Con la JS P3 la scuderia United Autosports ha conquistato il campionato LMP3 e il campionato Inter Europol Competition. 
La vettura è stata realizzata in più di 100 esemplari, ottenendo un totale di 103 vittorie di classe in 132 gare. Nel 2020 la vettura è stata sostituita dalla Ligier JS P320.